# Santiago Carrera
Santiago Nicolás Carrera Sanguinetti (Montevideo, 5 marzo 1994) è un ex calciatore uruguaiano, di ruolo difensore.

## Carriera

### Club

#### River Plate Montevideo
Cresciuto nelle giovanili del River Plate Montevideo; il 19 febbraio 2011, a soli 16 anni, esordisce in Primera División giocando come titolare la partita Central Español-River 2-0. Il 25 agosto 2012 alla sua seconda presenza da professionista sigla anche la sua prima rete, che permette ai Darseneros di battere 1 a 0 la Juventud de Las Piedras Realizza altri due gol nelle 18 partite successive con la squadra di Montevideo: il primo l'8 dicembre 2012 in Fénix-River 2-2 e il secondo il 18 maggio 2013 allo Estadio Luis Franzini contro il Defensor Sporting.

#### Sud América
L'8 gennaio 2014, dopo 20 presenze e 3 gol con il River, si trasferisce a titolo definitivo al Sud América con la quale esordisce il 1º febbraio nella sfida Sud América-Juventud de Las Piedras 3-0. La prima rete con i Buzones avviene invece l'8 febbraio seguente contro il Fénix

#### Huracan,Liverpoo e ritorno al Sud América
Prova l'esperienza nella Primera Division Argentina con l'Huracan per poi tornare al campionato uruguaiano con il Liverpool di Montevideo.
L'anno successivo torna sl Sud América, dove disputa altri due campionati.

#### Defendor Sporting
Poi passa ad  altro club di Montevideo, lo Defensor Sporting , dove milita tre anni, debutta anche nella Coppa Libertadores

#### Esperienza al Bisceglie
Nell'agosto 2019 prova l'esperienza a Bisceglie nell'italiana Serie C, ma dopo solo due partite viene messo ia margini ed il disimpegno societario del proprietario Nicola Canonico lo spinge a chiedere la rescissione del contratto.

### Nazionale
A marzo 2011 prende parte col'Under-17 dell'Uruguay al Campionato sudamericano ottenendo la terza posizione finale; 3 mesi dopo invece viene convocato per disputare il Mondiale Under-17, nel quale gioca due partite contro Canada e Ruanda, che si conclude per gli uruguaiani con il secondo posto a causa della sconfitta in Finale contro i padroni di casa del Messico.

## Statistiche

### Presenze e reti nei club
Statistiche aggiornate al 7 novembre 2019.
| Stagione                      | Squadra                       | Campionato                    | Campionato | Campionato | Coppe nazionali | Coppe nazionali | Coppe nazionali | Coppe continentali | Coppe continentali | Coppe continentali | Altre coppe | Altre coppe | Altre coppe | Totale | Totale |
| Stagione                      | Squadra                       | Comp                          | Pres       | Reti       | Comp            | Pres            | Reti            | Comp               | Pres               | Reti               | Comp        | Pres        | Reti        | Pres   | Reti   |
| ----------------------------- | ----------------------------- | ----------------------------- | ---------- | ---------- | --------------- | --------------- | --------------- | ------------------ | ------------------ | ------------------ | ----------- | ----------- | ----------- | ------ | ------ |
| 2010-2011                     | River Plate Montevideo        | PD                            | 1          | 0          | -               | -               | -               | -                  | -                  | -                  | -           | -           | -           | 1      | 0      |
| 2011-2012                     | River Plate Montevideo        | PD                            | 0          | 0          | -               | -               | -               | -                  | -                  | -                  | -           | -           | -           | 0      | 0      |
| 2012-2013                     | River Plate Montevideo        | PD                            | 16         | 3          | -               | -               | -               | -                  | -                  | -                  | -           | -           | -           | 16     | 3      |
| 2013-gen.2014                 | River Plate Montevideo        | PD                            | 3          | 0          | -               | -               | -               | CL                 | 0                  | 0                  | -           | -           | -           | 3      | 0      |
| Totale River Plate Montevideo | Totale River Plate Montevideo | Totale River Plate Montevideo | 20         | 3          |                 |                 |                 |                    |                    |                    |             |             |             | 20     | 3      |
| gen.2014-2014                 | Sud América                   | PD                            | 14         | 1          | -               | -               | -               | -                  | -                  | -                  | -           | -           | -           | 14     | 1      |
| 2014-2015                     | Sud América                   | PD                            | 14         | 2          | -               | -               | -               | -                  | -                  | -                  | -           | -           | -           | 14     | 2      |
| 2014-2015                     | Huracan                       | PD                            | 5          | 0          | -               | -               | -               | CL                 | 0                  | 0                  | -           | -           | -           | 14     | 2      |
| 2015–2016                     | Liverpool                     | PD                            | 8          | 0          | -               | -               | -               | -                  | -                  | -                  | -           | -           | -           | 8      | 0      |
| 2015-2016                     | Sud América                   | PD                            | 12         | 2          | -               | -               | -               | -                  | -                  | -                  | -           | -           | -           | 12     | 2      |
| 2016                          | Sud América                   | PD                            | 14         | 2          | -               | -               | -               | -                  | -                  | -                  | -           | -           | -           | 14     | 2      |
| 2017                          | Sud América                   | PD                            | 10         | 0          | -               | -               | -               | -                  | -                  | -                  | -           | -           | -           | 10     | 2      |
| Totale Sud América            | Totale Sud América            | Totale Sud América            | 62         | 5          |                 |                 |                 |                    |                    |                    |             |             |             | 62     | 5      |
| 2017                          | Defensor Sporting             | PD                            | 8          | 2          | -               | -               | -               | CS                 | 1                  | 0                  | -           | -           | -           | 9      | 2      |
| 2018                          | Defensor Sporting             | PD                            | 17         | 1          | -               | -               | -               | CL                 | 3                  | 0                  | -           | -           | -           | 18     | 1      |
| 2019                          | Defensor Sporting             | PD                            | 7          | 0          | -               | -               | -               | CL                 | 5                  | 0                  | -           | -           | -           | 12     | 0      |
| Totale Defensor Sporting      | Totale Defensor Sporting      | Totale Defensor Sporting      | 42         | 3          |                 |                 |                 | 9                  | 0                  |                    |             |             |             | 51     | 3      |
| ago-nov.2019                  | Bisceglie                     | C                             | 2          | 0          | C               | 1               | 0               | -                  | -                  | -                  | -           | -           | -           | 3      | 0      |
| Totale carriera               | Totale carriera               | Totale carriera               | 138        | 10         |                 | 1               | 0               | -                  | 9                  | 0                  |             |             |             | 148    | 10     |